# Сабахтаришвили, Михаил Батломович
Михаил Батломович Сабахтаришвили (1911 год, село Ушапати, Зугдидский уезд, Кутаисская губерния, Российская империя — неизвестно, село Ушапати, Цхакаевский район, Грузинская ССР) — главный агроном районного отдела сельского хозяйства Цхакаевского района, Грузинская ССР. Герой Социалистического Труда (1948).

## Биография
Родился в 1911 году в крестьянской семье в селе Ушапати Зугдидского уезда (сегодня — Сенанский муниципалитет). После окончания местной школы трудился в сельском хозяйстве. Получил высшее сельскохозяйственное образование. В послевоенные годы — главный агроном районного отдела сельского хозяйстве Цхакаевского района (преемник — Ражден Семёнович Сартания).
Благодаря его деятельности сельскохозяйственные предприятия Цхакаевского района в 1947 году перевыполнили в целом по району плановый сбор кукурузы на 47,3 %. Указом Президиума Верховного Совета СССР от 21 февраля 1948 года удостоен звания Героя Социалистического Труда за «получение высоких урожаев пшеницы и кукурузы в 1947 году» с вручением ордена Ленина и золотой медали «Серп и Молот» (№ 868).
Этим же Указом званием Героя Социалистического Труда были награждены административные, хозяйственные и партийные деятели Цхакаевского района первый секретарь Цхакаевского райкома партии Александр Кварацхелия, председатель райисполкома Иосиф Берукович Гвадзабия, заведующий районным отделом сельского хозяйства Ной Ионович Гагуа и директор Цхакаевской МТС Варлам Несторович Купрейшвили.
За выдающиеся трудовые достижения по итогам работы в 1950 году награждён вторым Орденом Ленина.
После выхода на пенсию проживал в родном селе Ушпати Цхакаевского района. С 1969 года — персональный пенсионер союзного значения. Дата смерти не установлена.
Награды
- Герой Социалистического Труда
- Орден Ленина — дважды (1948; 19.04.1951)